# Éric Lysøe
Éric Lysøe, né le 31 juillet 1953 à Saint-Gilles-sur-Vie (Vendée), est un écrivain, compositeur et professeur des universités français, d'origine norvégienne. Spécialiste du fantastique et de la littérature belge, il est l'auteur d'essais, de romans et de nouvelles. 

## Biographie
Éric Lysøe est professeur émérite de littérature comparée à l'Université Clermont Auvergne (UCA, ex-université Blaise-Pascal Clermont-Ferrand-II).
Après avoir étudié l'harmonie et le contrepoint sous la direction d'André Isoir, Éric Lysøe se fait connaître comme compositeur de jazz et comme auteur de chanson. « Le Dit de la mort enjôleuse », pour flûte, guitare, piano, basson et contrebasse lui vaut en 1979 un premier prix au concours de la Nouvelle Chanson Française. Après avoir écrit pour diverses formations de musique de chambre, il ne tarde pas à s'orienter vers la musique électroacoustique (Célébration de la 14e nuit, oratorio d'après le Bardo Thödol, pour pianos, percussions et bandes magnétiques, 1980). Son écriture difficile, explorant les limites des capacités des instruments lui vaut cependant quelques déboires, et il abandonne la composition, après un ultime essai (Montserrat, Oran, 1984) pour se consacrer à la littérature.
Auteur de fictions (La Queue du chat, Pieuvres, Bonne Chair, 1993, Comme un palais de paix immense, 2003, Un cerf en automne, 2013), il est surtout connu pour ses travaux sur la littérature fantastique (Les Kermesses de l'Étrange, Nizet, 1993). Spécialiste de la littérature fantastique de Belgique (Le Diable en Belgique, CLUEB, 2001, Belgique, terre de l'étrange, 4 vol., Labor, 2003-2010) et de l'œuvre d'Edgar Allan Poe (Les Histoires extraordinaires, grotesques et sérieuses d'E. A. Poe, Gallimard, 1999, Les Voies du Silence, PUL, 2000). Il a également édité et longuement analysé l'œuvre de Rosny aîné (La Guerre du feu, Acte sud, 1994), de Gabriel Deblander (Le Retour des chasseurs, 1999), d'Erckmann-Chatrian (Erckmann Chatrian au carrefour du fantastique) ainsi qu'un auteur inconnu du XVIIIe siècle (Voyage à Visbecq, Anacharsis, 2007).
Éric Lysøe s'est remis à la composition depuis 2005, (Don Giovanni Tenorio da Napoli, suite concertante en 15 mouvements, Sonate Piano - Violoncelle, Quintette Die Wahlverwandtschaften, etc.). Après avoir vécu en Algérie, au Maroc, en Égypte et en Italie, il s'est fixé depuis peu en Auvergne, région qui lui a inspiré une Petite Symphonie auvergnate (2007) et diverses œuvres pour Quatuor à cordes et récitant (L'Exode, d'après B. Fondane, 2008, Étrange Éclipse, d'après Gérard Prévot, 2009).
Il crée le prix Blaise Pascal de composition musicale,.

## Distinctions
- 2004 : « Prix du Rayonnement des lettres belges à l’étranger » pour l’ensemble de son œuvre critique[3].

## Œuvres

### Romans et nouvelles
- « Rhinocéros », nouvelle, L’Encrier renversé, mars 1992, p. 24-27.
- « La Plage aux loups », nouvelle, Harfang Magazine, n°4, été 1992, p. 29-37.
- « L’Étrange Aventure de Frère Thimoléus », nouvelle, Harfang Magazine, n°5, printemps 1993, p. 24-38.
- La Queue du chat, Paris, Éditions du Fragment, 1994.
- Pieuvres, Paris, Éditions du Fragment, 1994.
- Bonne Chair, Paris, Éditions du Fragment, 1994.
- Comme un palais de paix immense, 2003.
- Au pays des chevaux, nouvelle [sous le pseudonyme d'Athanasius Pearl], , 2013.
- L'Eau de fée, nouvelle [sous le pseudonyme d'Athanasius Pearl], , 2013 ; in Collectif, Les Belles Histoires des Otherlands, Otherlands, 2015.
- Un cerf en automne, Paris, Didier FLE, « Mondes en VF », 2013.
- Bois morts, Paris, Edilivre, 2013.
- L'Enfant et la chose, nouvelle [sous le pseudonyme d'Athanasius Pearl], in Collectif, De la peinture à l'écriture. Dix nouvelles autour de l'exposition Félix Vallotton, Paris, Réunion des musées nationaux, 2014.
- Deux tas de sable au bord d'un lit, House Made of Dawn, 2014.
- À corps perdus, Antho-noire pour des nuits chaudes, Entrains, La Cabane aux mots, 2014, p. 221-240.
- Les Arcades tendres, Etherval, n°5, septembre 2014.
- Le Bonheur dans le calme, Short Stories etc., septembre 2014.
- Les Tambours du vent, Nîmes, Lacour, 2014, « Prix Lacour de l’imaginaire », 224 p.
- La Naufragée, in Cyril Carau, Dérives fantastiques, Paris, Sombres Rets, 2015, p. 129-147.
- La Migration, in Fanny Segret (dir.), Le Grimoire du faune, Rennes, 2015, p. 22-26.
- Hairos et Cie, Lyon, YBY Éditions, 2015.
- Un froid de canard, in Stéphane Dovert, Homme et Animaux : demain, ailleurs, autrement, Toulouse, Arkuiris, 2015, p. 65-82.
- « Fille de Feu », in Feu, Nieppe, Éditions secrètes, 2015.
- « L'Ève nouvelle », in Horrible Monde, Nieppe, Éditions secrètes, 2015.
- Dans la lumière de l'île, Fantasmagorie édition, 2015.
- La Femme à la tête de veau, in Collectif, Les Belles Histoires des Otherlands, Otherlands, 2015.
- La Disparition, in Marc Bailly, Vampire des origines, Montluçon, Lune écarlate éditions, 2015.
- Le Conquérant, in Collectif, Voyages, Paris, Ipagination, 2016.
- La Source, Galaxies, nouvelle série, n°45, janvier 2017, p. 25-34.
- Le Numéro 102, in Stéphane Dovert, Entre rêves et irréalité, Toulouse, Arkuiris, 2017, p. 49-76.

### Essais et éditions critiques
- Les Kermesses de l'Étrange ou Le Conte fantastique en Belgique du romantisme au symbolisme, Paris, A. G. Nizet, 1993, 590 p. (ISBN 2-7078-1175-0, présentation en ligne).
- Histoires extraordinaires, grotesques et sérieuses d'Edgar Poe, Paris, Gallimard, « Foliothèque », 1999.
- Les Voies du Silence: Edgar A. Poe et la perspective du lecteur, Lyon, Presses Universitaires de Lyon, 2000.
- Le Diable en Belgique, études réunies par Éric Lysøe, Bologne, CLUEB, « Belœil », 2001.
- (Avec Ruggero Campagnoli et Anna Soncini), La Mariane de Tristan L’Hermite, Bologne, Clueb, 2003.
- Littératures fantastiques. Belgique, terre de l’étrange, Bruxelles, Labor, « Espace Nord », 2003-2005, 3 vol[5].
- (dir.) Erckmann-Chatrian au carrefour du fantastique, Strasbourg, Presses universitaires de Strasbourg, « Europes littéraires », 2004.
- (avec A. Soncini Fratta et R. Campagnoli), Poèmes antiques et modernes, Bologne, Clueb, 2005.
- (avec A. Soncini Fratta et R. Campagnoli), L’Enfant du carnaval, Bologne, Clueb, 2007.
- (avec Peter Schnyder) Ombre et lumière dans la poésie francophone de Suisse et de Belgique, Strasbourg, P.U.S., « Europes littéraires », 2007.
- (avec A. Soncini Fratta et R. Campagnoli), L’Olive, Bologne, Clueb, 2007.
- Voyage à Visbecq [édition et présentation d’un anonyme belge du XVIIIe siècle], Toulouse, Anacharsis, 2007.
- Signes de feu, Paris, Orizons, 2009.
- La Belgique de l’Étrange, Bruxelles, Luc Pire, « Espace Nord », 2010.
- (avec Tania Collani)Entre tensions et passions. (Dé-)constructions de l’espace littéraire européens, Strasbourg, Presses Universitaires de Strasbourg, 2010
- (avec Pascale Auraix-Jonchière, Jean-Pierre Dubost et Anne Tomiche), L’Hospitalité des savoirs, Clermont-Ferrand, PUBP, 2011.
- (avec A. Soncini Fratta et R. Campagnoli), Voyage en Grande Garabagne, Bologne, Clueb, 2012.
- (avec A. Soncini Fratta et R. Campagnoli), La Pucelle de Voltaire, Bologne, Clueb, 2013, 230 p.
- (avec A. Soncini Fratta), Les Poésies érotiques d’Evariste Parny, Bologne, Emil, 2014.
- (avec A. Soncini Fratta), Corydon d’André Gide, Bologne, Emil, 2014.
- (avec A. Soncini Fratta), Trois Femmes puissantes de Marie N'Diaye, Bologne, Emil, 2015.

### Musique

#### Quelques créations récentes
- Étrange Éclipse, conte fantastique musical sur texte de Gérard Prévot, pour quatuor et récitant. Création :  Clermont-Ferrand, novembre 2009.
- Petite Symphonie auvergnate, pour orchestre à cordes, 2007. Création :  Clermont-Ferrand, 10 juin 2011, par l’orchestre Sostenuto (dir. Takashi Kondo).
- Amarones waltz, pour quatuor à cordes et soprano, 2011. Création : Cesenatico (Italie), octobre 2011, par le quatuor « Insolence » et Greta Komur-Thilloy (soprano).
- Les Dames illustres, pour petit orchestre et percussion, Brantôme, juillet 2014.
- Fantaisie sur trois airs suisses (pour piano). Partition publiée dans Variations et inventions. Mélanges offerts à Peter Schnyder sous la direction de Tania Collani, Paris, Classiques Garnier, 2015, p. 307-319.

#### Musique en ligne
- Trois Paysages marocains, 2013,
- Adagio pour trombone et orchestre, 2013.
- Symphonie tajuke, 2012.
- Concerto pour guitare électrique, 2011.
- Gaillarde de Sire Valenthym et sa Gaillarde", 2010.
- Petite Symphonie auvergnate, 2007,
- Trois Poèmes d'Aragon, 1989